# La Carrière d'une femme de chambre
Pour les articles homonymes, voir Telefoni bianchi.
Pour plus de détails, voir Fiche technique et Distribution.
La Carrière d'une femme de chambre (Telefoni bianchi) est un film italien de 1976, réalisé par Dino Risi.

## Synopsis
Le film retrace les tribulations de Marcella Valmarin (Agostina Belli), pendant le Fascisme, son écroulement, puis pendant l'après-guerre. D'abord femme de chambre, puis prostituée, elle devient diva du régime sous le nom d'Alba Doris et maîtresse du Duce puis se marie après la libération avec un riche industriel suisse. Pendant ce temps, son fiancé Roberto (Cochi Ponzoni), qui sera en fin de compte le seul à n'avoir jamais couché avec elle, est blessé pendant la guerre contre l'URSS, abandonné par ses camarades, et recueilli par une paysanne russe avec laquelle il vivra comme un pauvre moujik. À la fin du film, les anciens amoureux se croisent, mais sans le savoir.

## Fiche technique
- Titre original : Telefoni bianchi
- Titre français : La Carrière d'une femme de chambre
- Réalisateur : Dino Risi
- Scénaristes : Dino Risi, Ruggero Maccari, Bernardino Zapponi
- Directeur de la photographie : Claudio Cirillo
- Montage : Alberto Gallitti
- Musique : Armando Trovajoli
- Producteurs : Pio Angeletti, Adriano De Micheli
- Production : Dean Film
- Pays :  Italie
- Genre : Comédie
- Durée : 120 minutes
- Format : Couleurs - 1,85:1 - Mono - 35 mm
- Dates de sortie : 6 février 1976 (Italie), 22 septembre 1976 (France), 11 décembre 2019 (France, ressortie)

## Distribution
- Agostina Belli (VF : Evelyn Selena) : Marcella Valmarín  "Alba Doris"
- Cochi Ponzoni (VF : Michel Creton) : Roberto Trevisan, le fiancé
- Vittorio Gassman (VF : Georges Aminel) : Franco D’Enza
- Ugo Tognazzi (VF : Philippe Clay) : Adelmo
- Renato Pozzetto (VF : Claude Bertrand) : Le lieutenant Bruni
- Maurizio Arena (VF : Albert Augier) : Luciani
- William Berger (VF : Howard Vernon) : Franz
- Lino Toffolo (VF : Serge Lhorca) : Gondrano Rossi
- Paolo Baroni (VF : Jacques Ciron) : Gabriellino
- Dino Baldazzi (VF : Henry Djanik) : Benito Mussolini
- Eleonora Morana (VF : Paule Emanuele) : La mère de Marcella
- Toni Maestri (VF : Georges Atlas) : Le père de Marcella
- Laura Trotter (VF : Monique Thierry) : Loretta Mari
- Carla Mancini : la Prostituée en costume de marin
- Attilio Dottesio (VF : Pierre Fromont) : un partisan communiste

## Récompense
- Prix David di Donatello pour Agostina Belli.